# Саболчу (Бихор)
Саболчу (рум. Săbolciu) насеље је у Румунији у округу Бихор у општини Сакадат. Oпштина се налази на надморској висини од 163 m.

## Становништво
Према подацима из 2002. године у насељу је живело 762 становника.

### Попис2002.
| Расподела становништва по националности 2002.‍ | Расподела становништва по националности 2002.‍ | Расподела становништва по националности 2002.‍ | Расподела становништва по националности 2002.‍ | Расподела становништва по националности 2002.‍ |
| --------------------------------------------- | --------------------------------------------- | --------------------------------------------- | --------------------------------------------- | --------------------------------------------- |
|                                               |                                               |                                               |                                               |                                               |
| Румуни                                        | Румуни                                        |                                               | 620                                           | 81,4%                                         |
| Мађари                                        | Мађари                                        |                                               | 16                                            | 2,1%                                          |
| Роми                                          | Роми                                          |                                               | 126                                           | 16,5%                                         |